# Pan Pacific Swimming Championships
Pan Pacific Swimming Championships är en långbanesimtävling som först hölls 1985. Tävlingen var tänkt att hållas vartannat år, för att möjliggöra ett internationellt mästerskap under icke-olympiska och icke-VM år. 
Grundarna var fyra nationer: Kanada, USA, Australien och Japan.

## Tävlingar
| År   | Plats                  | Datum         | Vinnare av medaljtabell |
| ---- | ---------------------- | ------------- | ----------------------- |
| 1985 | Tokyo, Japan           | 15–18 augusti | USA                     |
| 1987 | Brisbane, Australien   | 13–16 augusti | USA                     |
| 1989 | Tokyo, Japan           | 17–20 augusti | USA                     |
| 1991 | Edmonton, Kanada       | 22–25 augusti | USA                     |
| 1993 | Kobe, Japan            | 12–15 augusti | USA                     |
| 1995 | Atlanta, USA           | 10–13 augusti | USA                     |
| 1997 | Fukuoka, Japan         | 10–13 augusti | USA                     |
| 1999 | Sydney, Australien     | 22–29 augusti | USA                     |
| 2002 | Yokohama, Japan        | 24–29 augusti | USA                     |
| 2006 | Victoria, Kanada       | 17–20 augusti | USA                     |
| 2010 | Irvine, USA            | 18–22 augusti | USA                     |
| 2014 | Gold Coast, Australien | 21–25 augusti | USA                     |
| 2018 | Tokyo, Japan           | 9–13 augusti  | USA                     |

## Medaljtabell (1985–2018)
| Nr                   | Nation               | Guld | Silver | Brons | Totalt |
| -------------------- | -------------------- | ---- | ------ | ----- | ------ |
| 1                    | USA (USA)            | 277  | 192    | 140   | 609    |
| 2                    | Australien (AUS)     | 98   | 136    | 107   | 341    |
| 3                    | Japan (JPN)          | 31   | 49     | 73    | 153    |
| 4                    | Kanada (CAN)         | 18   | 45     | 74    | 137    |
| 5                    | Kina (CHN)           | 5    | 10     | 12    | 27     |
| 6                    | Sydafrika (RSA)      | 5    | 5      | 6     | 16     |
| 7                    | Nya Zeeland (NZL)    | 4    | 6      | 16    | 26     |
| 8                    | Sydkorea (KOR)       | 4    | 2      | 1     | 7      |
| 9                    | Brasilien (BRA)      | 3    | 4      | 9     | 16     |
| 10                   | Costa Rica (CRC)     | 3    | 2      | 4     | 9      |
| 11                   | Puerto Rico (PUR)    | 1    | 0      | 1     | 2      |
| 12                   | Surinam (SUR)        | 1    | 0      | 0     | 1      |
| 13                   | Venezuela (VEN)      | 0    | 1      | 0     | 1      |
| 14                   | Chile (CHI)          | 0    | 0      | 1     | 1      |
| Totalt (14 nationer) | Totalt (14 nationer) | 450  | 452    | 444   | 1346   |